# Стюарт, Джеймс, 1-й граф Морей
Джеймс Стюарт (англ. James Stewart; ок. 1531 — 23 января 1570), граф Морей (с 1562 года) — крупный шотландский государственный деятель середины XVI века, регент Шотландии в 1567—1570 годах при своём племяннике Якове VI Стюарте.

## Молодые годы
Джеймс Стюарт был незаконнорождённым сыном шотландского короля Якова V и Маргарет Эрскин, и, таким образом, приходился единокровным братом королеве Шотландии Марии Стюарт.
В период правления Марии де Гиз лорд Джеймс поддерживал политику королевы-матери, за что получил в своё распоряжение доходы с ряда шотландских и французских аббатств. Однако во второй половине 1550-х годов под влиянием проповедей Джона Нокса лорд Джеймс перешёл в протестантство. Развитие Реформации в Шотландии открывало для него широкие возможности, поскольку его сестра, королева Мария Стюарт, была католичкой и находилась в то время во Франции. Поэтому практически с самого начала протестантской революции в 1559 году лорд Джеймс присоединился к восставшим. При поддержке английских войск революция завершилась в 1560 году победой протестантов. Джеймс Стюарт вошёл в новое правительство, его влияние усилилось. Английский посол Уильям Сесил даже считал вероятным, что вскоре Джеймс сможет добиться шотландского престола. Однако большинство баронов Шотландии не поддерживали идею смены монарха. В 1561 году в Шотландию возвратилась королева Мария Стюарт.

## Морей и Мария Стюарт
Первое время после возвращения на родину королева Мария, не будучи искушенной в хитросплетениях шотландской политики, возложила руководство королевской администрацией на своего брата Джеймса Стюарта и его сподвижника Уильяма Мейтланда, лидеров «умеренных протестантов» и последовательных сторонников сближения с Англией. Лорду Джеймсу удалось в 1561—1563 годах добиться определённой стабилизации ситуации в Шотландии: радикальные протестанты (в том числе и Джон Нокс) были отстранены от процессов принятия государственных решений и их восстание в 1561 году было подавлено, а консерваторы во главе с графом Хантли были усмирены королевскими войсками (поход Джеймса Стюарта в северо-восточные регионы в 1563 году). В Шотландии начали осуществляться умеренные протестантские реформы, закладывалась основа новой церковной иерархии (акт 1562 года о порядке распределения церковных доходов между церковью и государством). В 1562 году королева передала своему брату графство Морей на севере страны.
Но неожиданный брак Марии Стюарт и лорда Дарнли, заключённый 29 июля 1565 года, разрушил хрупкое равновесие в стране. Этот союз означал крах политики сближения с Англией, проводимой Мореем и Мейтландом, и начало самостоятельного правления королевы. Джеймс Стюарт был вынужден уйти в отставку и стал планировать заговор против Марии. Поддержку заговору обещала Англия и ряд шотландских баронов (герцог де Шательро и граф Аргайл). В августе 1565 года Морей поднял восстание и обратился с призывом к протестантам страны о совместных действиях против королевы. Однако энергичные действия Марии Стюарт не позволили восстанию набрать мощь, королевская армия атаковала Морея, и он был вынужден бежать в Англию. Елизавета I обещанную помощь не прислала.
В Шотландию граф Морей смог вернуться лишь в 1566 году, после убийства Давида Риччо, когда королеве потребовалась дополнительная поддержка против радикальных протестантов. Джеймс Стюарт был помилован и вернулся в состав правительства. Тем временем усиливался антагонизм между королевой и её супругом, лордом Дарнли. Против последнего сложилось несколько заговоров, в результате которых он был убит 10 февраля 1567 года при обстоятельствах, бросающих тень подозрения на королеву Марию. Участие Морея в заговоре против Дарнли не подтверждается документально, хотя, по всей видимости, он знал о готовящемся преступлении, а возможно даже и ему способствовал, надеясь скомпрометировать Марию Стюарт. И действительно уже летом 1567 года, после нового брака королевы с графом Ботвеллом, против Марии Стюарт поднялось практически все шотландское дворянство. 24 июля 1567 года королева подписала отречение от престола в пользу своего сына, годовалого Якова VI, регентом при котором должен был стать граф Морей.

## Регент Шотландии
22 августа 1567 года Джеймс Стюарт был провозглашен регентом Шотландии. Новый правитель начал проводить политику примирения, пытаясь привлечь на свою сторону как можно больше баронов из числа участников свержения Марии Стюарт. Однако 2 мая 1568 года свергнутая королева бежала из заключения в Лохлевенском замке. На её сторону немедленно перешли несколько крупных аристократов (Шательро, Аргайл, Хантли), которым удалось собрать крупную армию. К счастью для регента ему удалось разбить войска королевы в битве при Лангсайде 13 мая 1568 года. Мария Стюарт бежала в Англию и обратилась за помощью к Елизавете I. Английская королева согласилась на посредничество, и в октябре 1568 года началось расследование обстоятельств убийства лорда Дарнли и последующего свержения Марии Стюарт. Морею, во многом благодаря публикации так называемых «Писем из ларца», удалось убедить Елизавету I в законности переворота. Англия признала правительство Морея и даже предоставила ему достаточно крупный кредит.
С опорой на Англию Джеймс Стюарт мог добиться стабилизации внутреннего положения Шотландии и продолжить протестантские реформы. Однако в стране оставалась значительная и влиятельная группа сторонников свергнутой королевы Марии («партия королевы»). К ней вскоре примкнул и Мейтланд, давний сподвижник регента. 23 января 1570 года Джеймс Стюарт был убит в Линлитгоу одним из сторонников королевы. Смерть Морея стала сигналом к начале гражданской войны в Шотландии между «партией короля» и «партией королевы», которая продлилась до 1573 года.

## Характер
Существуют две полярные точки зрения на личность графа Морея. В народной памяти он сохранился как «добрый регент», возможно, лучший в шотландской истории, чье относительно спокойное правление так контрастировало с периодом смут и гражданских войн, который начался после его смерти. С другой стороны, Стефан Цвейг в своей апологии королевы Марии Стюарт изобразил Морея как коварного и расчетливого интригана, подстроившего свержение своей сестры. По всей видимости, обе эти позиции далеки от реальности: Джеймс Стюарт неоднократно терпел поражения и допускал политические просчеты, его успехи во многом объяснялись благоприятным стечением обстоятельств, а благо государства и церкви было для него неотделимо от собственных амбиций.

## Браки и дети
Граф Морей был дважды женат. Его первой супругой в январе 1549/1550 года стала Кристина Стюарт, 4-я графиня Бьюкен (ок. 1548 — 20 сентября 1580), дочь Джона Стюарта, мастера Бьюкена (? — 1547) и внучка Джона Стюарта, 3-го графа Бьюкена (ок. 1498 — ок. 1551). Хотя Кристина была лишь маленьким ребёнком, между ней и Джеймсом Стюартом, будущим графом Мореем и регентом Шотландии, был заключён брачный контракт, который давал бы ему владение её собственностью.
Несмотря на это, 8 февраля 1561/1562 года в Холируде Джеймс Стюарт, граф Морей, женился на Агнесс Кейт (ок. 1540 — 16 июля 1588), дочери Уильяма Кейта, 4-го графа Маришаля, и Маргарет Кейт. В результате этого брака родились три дочери:
- Элизабет Стюарт, 2-я графиня Морей (30 августа 1565 — 18 ноября 1591), вышла замуж за Джеймса Стюарта, 2-го графа Морея, 23 января 1580/1581 года
- Леди Аннабел Стюарт (1568/1569 — 1570)
- Леди Маргарет Стюарт (8 апреля 1569—1586), контракт о браке подписан 27 июня 1584 года с Фрэнсисом Хэем, 9-м графом Эрроллом (1564—1631).

## В культуре
В кинематографе
- 2004: «Заговор против короны» — Стивен Даффи;
- 2013: «Мария — королева Шотландии» — Эдвард Хогг;
- 2016—2017: «Царство» — Дэн Жанотт;
- 2018: «Две королевы» — Джеймс Мак-Ардл.